# Andrej Jurkevič
Andrej Jurkevič (Andrij Jurkevyč, Andriy Yurkevych), dirigent baletních či operních představení, ale i koncertů symfonických orchestrů, se narodil ve Zborově na Ukrajině a v roce 1999 absolvoval obor orchestrální dirigování na Lyssenkově hudební akademii ve Lvově pod vedením Jurije Luceva. V roce 2022 se stal dirigentem oper (např. La traviata a Aida) a baletů (např. Romeo a Julie) ve Státní opeře Národního divadla v Praze.

## Život
Andrij Jurkevyč, narozený ve Zborově (Ukrajina), absolvoval v roce 1999 obor orchestrální dirigování na Lyssenkově hudební akademii ve Lvově (Ukrajina) pod vedením Jurije Luceva. Poté se specializoval v Národním divadle Teatr Wielki ve Varšavě u Jacka Kaspszyka a na Accademia Musicale Chigiana v Sieně (Itálie) u Gianluigiho Gelmettiho, v Pesaru u Alberta Zeddy. Získal zvláštní cenu na Turčakově národní soutěži v Kyjevě.

### Profesní život a úspěchy
Od roku 1996 působí jako stálý dirigent v Národní opeře Kruščilecka ve Lvově, kde debutoval v několika operách, např. Aidě; Nabuccu; Trubadúrovi; Traviatě; Rigolettovi; Otellovi; Bohémě; Madamě Butterfly; Tosce; Sedláku kavalírovi; Komediantech; Carmen; Netopýrovi; Cikánském baronovi; Veselé vdově; a několika operách z ruského repertoáru. Z baletů řídil např. díla Louskáček, Labutí jezero, Bajadéra a Coppélia. Andrij Jurkevyč je šéfdirigentem Národního divadla opery a baletu Moldavské republiky v Kišiněvě a byl hudebním ředitelem Polské národní opery Teatr Wielki ve Varšavě.
Byl pozván na Festival della Valle d'Itria v Martina Franca (Itálie) k provedení Marchettiho opery Romeo a Julie a na řadu symfonických koncertů. Po svém debutu na pódiu Orchestra del Teatro dell'Opera di Roma v Čajkovského Labutím jezeře v roce 2005 se do Říma vrátil v Čajkovského Spící krasavici a Labutím jezeře. V Římě také dirigoval Falstaffa při zahájení sezony 2010/11.

#### Další mezinárodní spolupráce
Jurkevič působil také jako hudební ředitel Národního divadla v Oděse, kde nastudoval Normu (v koncertním uvedení) či Turka v Itálii. Tuto operu uvedl rovněž v Národním divadle opery a baletu Moldavské republiky v Kišiněvě. Jako hudební ředitel Polské národní opery (Teatr Wielki) ve Varšavě nedávno dirigoval: Evžena Oněgina, Nabucco, Marii Stuardu, Viléma Tell, Romeo a Julii, Annu Bolenu, Normu, Madamu Butterfly, novou inscenaci Moniuszkova Strašidelného zámku; Kouzelnou flétnu, Evžena Oněgina, Traviatu, Viléma Tella.
Mezi jeho četné spolupráce patří např. Dcera pluku v Teatro Municipal v Santiagu (Chile) a v San Francisku; Lazebník sevillský v Bayerische Staatsoper; Cesta do Remeše v Opéra de Montecarlo; Síla osudu a Boris Godunov v Théâtre Royal de la Monnaie v Bruselu; Piková dáma v Theater St. Gallen; I Puritani v Řecké národní opeře v Aténách; Maria Stuarda v Teatro San Carlo v Neapoli; Rigoletto v Santiagu; Lazebník sevillský ve Stuttgartu; Evžen Oněgin v Düsseldorfu; Roberto Devereux v Mannheimu; Bohéma v Liège; Anna Bolena v Barceloně; Evžen Oněgin a Roberto Devereux ve Varšavě a Komedianti v Moldavsku.
V letech 2018–2020 Jurkevič dirigoval následující představení: Normu v Paříži (Salle Pleyel), Nice a Kolíně nad Rýnem; Labutí jezero a Annu Bolenu v Teatro del Maggio Musicale Fiorentino; Normu v Palermu; Evžena Oněgina v Gdaňsku; Roberta Devereux v Curychu a Madridu; Čaroděje z Oz ve Florencii; Aidu v Rize; Traviatu a Macbetha v Gdaňsku; Lucrezii Borgiu v Berlíně; Pikovou dámu, Bludného Holanďana, Rigoletta a Madamu Butterfly ve Varšavě; Annu Bolenu v Budapešti a Košicích; Normu a Roberta Devereux ve Vídni (Staatsoper); Pikovou dámu v Kišiněvě; Lucii di Lammermoor v Budapešti; Roberta Devereux v Curychu; Turandot v Santiagu de Chile; symfonické koncerty v Teatro Carlo Felice v Janově a v Miláně s orchestrem I Pomeriggi Musicali.
V roce 2019 Jurkevič rozšířil svůj repertoár o další tituly: dirigoval novou inscenaci Dona Carla v Düsseldorfu; Lucrezii Borgiu v La Coruně; Vévodu z Alby v Gentu (Vlaamse Opera); Evžena Oněgina v Dubaji; Lucii di Lammermoor a Simona Boccanegru v Janově; Simona Boccanegru v Boloni; koncert v Parmě s Toscaniniho orchestrem; Verdiho Requiem ve Lvově.

#### Spolupráce s Editou Gruberovou
Jurkevič se těší trvalé a úspěšné spolupráci se světoznámou sopranistkou Editou Gruberovou, z jejíchž vystoupení dirigoval: Normu v Berlíně, Mannheimu a Duisburgum; Lucrezi Borgiu v rámci festivalu festivalu Klangvokal Musikfestival v Dortmundu, Drážďanech a Kolíně nad Rýnem; a několik koncertů v Mnichově (Herkulessaal), Vídni a Frankfurtu nad Mohanem.

#### Blízké plány
V plánu jsou např. Evžen Oněgin, La Traviata, Slavík a Jolanta v Tokiu; Lucia di Lammermoor v Darmstadtu; Lucrezia Borgia na Tenerife.
Andrij Jurkevič je aktivní i po koncertní stránce: má široký symfonický repertoár, zaměřený zejména na skladatele jako Čajkovskij, Rimskij-Korsakov, Glinka, Musorgskij, Šostakovič.